# 小水豚
小水豚是一種大型半水棲的齧齒目，棲息於巴拿馬東部、哥倫比亞西北部、以及委內瑞拉西部。1912年，小水豚年以新種的名義進行發表，卻在之後被視為是水豚的亞種。1980年代中期，針對解剖學與遺傳學的研究分析結果認為，小水豚應為獨立物種，並且於1991年得到更多學者的認同，不過仍然有學者認為小水豚僅是亞種而已。
小水豚外型與水豚相似，不過成年個體體重最多僅有28（62磅），而水豚的體重則可超過35（77磅）。小水豚整年皆可繁殖，每次可生出平均3.5隻的幼崽 。牠們可為晝行性或夜行性，獨居或群居，根據季節環境與來自狩獵的壓力而定。小水豚在巴拿馬十分常見，卻很少出沒於委內瑞拉地區，生存主要受到的威脅來自狩獵、水邊森林的砍伐、以及沼澤引流，尤其是馬格達萊納河流域地區。小水豚的核型中，染色體倍性數量為64、總染色體數為104，而水豚染色體倍性數量為66、總染色體數為102。